# Bob Bass
Robert Eugene Bass, detto Bob (Tulsa, 28 gennaio 1929 – San Antonio, 17 agosto 2018), è stato un allenatore di pallacanestro e dirigente sportivo statunitense, professionista nella ABA e nella NBA.

## Palmarès

### Allenatore
- Campione NAIA (1966)

### Dirigente
- 2 volte NBA Executive of the Year (1990, 1997)